# Eparchia tulska
Eparchia tulska – jedna z eparchii Rosyjskiego Kościoła Prawosławnego. Jej obecnym zwierzchnikiem jest od 2002 arcybiskup Aleksy (Kutiepow), zaś katedrą – sobór Wszystkich Świętych w Tule. Od grudnia 2011 wchodzi w skład metropolii tulskiej. 
Samodzielna eparchia ze stolicą w Tule istniała od 31 grudnia 1799. Jej pierwszym biskupem został Metody (Smirnow). Została wyodrębniona ukazem carskim z eparchii moskiewskiej. Przed rewolucją październikową na jej terenie było czynnych 1089 cerkwi i kaplic, w tym trzy świątynie na prawach soboru. Po 1917 niemal wszystkie cerkwie i klasztory na obszarze eparchii zostały zamknięte, szereg świątyń zniszczono. Metropolita tulski i bielowski Juwenaliusz (Masłowski) został aresztowany przez władze stalinowskie i rozstrzelany. W momencie rozpadu ZSRR na terenie eparchii działały 32 cerkwie. W 2009 czynnych było 146 parafii, w których pracę duszpasterską prowadziło 231 kapłanów.
W 2011 Święty Synod Rosyjskiego Kościoła Prawosławnego wyodrębnił z terytorium eparchii tulskiej i bielowskiej odrębną eparchię bielowską. 
Ponadto na terenie eparchii działało (przed wydzieleniem eparchii bielowskiej) 5 monasterów męskich i 4 żeńskie. Po dokonaniu podziału, w eparchii tulskiej pozostało 5 monasterów (2 męskie i 3 żeńskie). Obecnie (2022) w skład eparchii wchodzi 10 dekanatów.

## Zwierzchnicy
Godność biskupa tulskiego pełnili następujący hierarchowie:
- Metody (Smirnow) 1799–1803
- Ambroży (Protasow) 1804–1816
- Szymon (Kryłow-Płatonow) 1816–1818
- Abraham (Szumilin) 1818–1821
- Damaskin (Rossow) 1821–1850
- Dymitr (Murietow) 1851–1857
- Aleksy (Rżanicyn) 1857–1860
- Nikanor (Pokrowski) 1860–1893
- Ireneusz (Orda) 1893–1896
- Pitirim (Oknow) 1896–1904
- Laurenty (Niekrasow) 1904–1908
- Parteniusz (Lewicki) 1908–1917
- Juwenaliusz (Masłowski) 1917–1920
- Ignacy (Sadkowski) 1920–1923, locum tenens
- Mikołaj (Mogilewski) 1923–1925, locum tenens
- Borys (Szipulin) 1927–1935, w latach 1927–1934 nie spełniał de facto obowiązków, w 1934 locum tenens – Płaton (Tichomirow)
- Onezym (Pyłajew) 1933–1937
- Apollo (Rżanicyn) 1937
- Aleksy (Siergiejew) 1940–1941, 1943–1944 locum tenens
- Witalis (Wwiedenski) 1944–1946
- Antoni (Marcenko) 1946–1952
- Sergiusz (Łarin) 1952–1954
- Antoni (Krotiewicz) 1954–1961
- Pimen (Izwiekow) 1961
- Aleksy (Konoplow) 1961–1966
- Bartłomiej (Gondarowski) 1966–1969
- Juwenaliusz (Pojarkow) 1969–1977
- Wiktoryn (Bielajew) 1977–1978
- German (Timofiejew) 1978–1986
- Maksym (Krocha) 1986–1989
- Serapion (Fadiejew) 1989–1999
- Cyryl (Nakonieczny) 2000–2002
- Aleksy (Kutiepow) od 2002